# Badgworth
Badgworth – wieś w Anglii, w hrabstwie Somerset, w dystrykcie (unitary authority) Somerset. Leży 29 km na południowy zachód od miasta Bristol i 193 km na zachód od Londynu. W 2001 miejscowość liczyła 487 mieszkańców.